# Холланд, Джозайя Гилберт
Джозайя Гилберт Холланд (англ. Josiah Gilbert Holland; 1819—1881) — американский поэт, писатель, редактор журнала «Scribner's Monthly» позднее переименованный в «The Century Magazine».

## Биография
Джозайя Гилберт Холланд родился 24 июля 1819 года в небольшом городке (англ. Belchertown) в штате Массачусетс. Вырос в очень бедной семье, едва сводившей концы с концами. С юных лет он был вынужден работать на заводе, чтобы помочь семье. Некоторое время учился в средней школе в Нортгемптоне, но покинул её по состоянию здоровья.

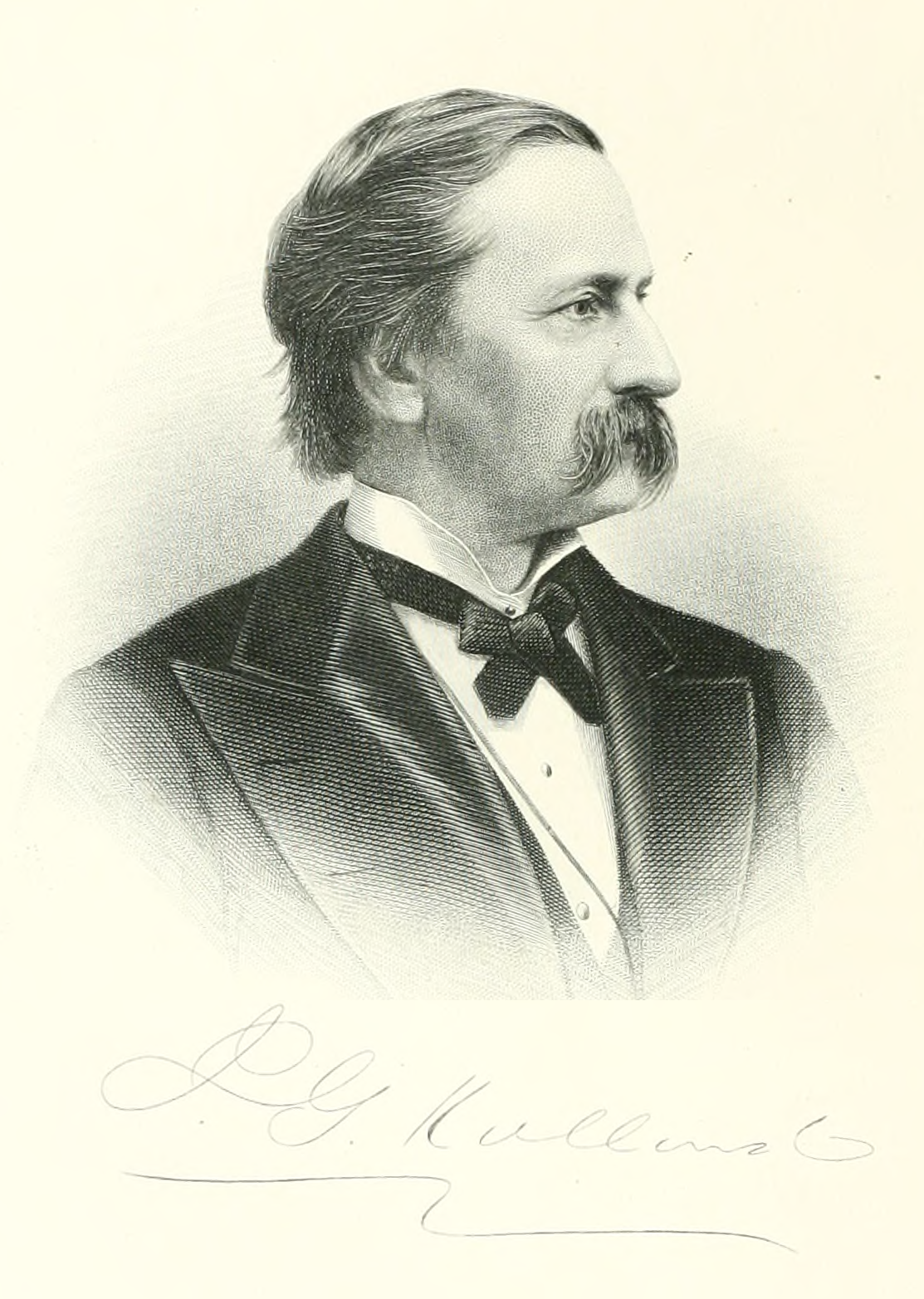
Джозайя Гилберт Холланд

Позже он изучал медицину в медицинском колледже (англ. Berkshire Medical College), где в 1844 году получил степень. Надеясь стать успешным врачом, он начал медицинскую практику с одноклассником доктором Бейли в городе Спрингфилде. Одновременно с этим писал статьи для периодических изданий, таких как «Knickerbocker Magazine» и даже попытался издавать собственную газету «The Bay State Weekly Courier», но эта попытка оказалась неудачной, как и его медицинская практика.
В 1845 году Джозайя Гилберт Холланд женился на Элизабет Луне Чапин.
В 1848 году, отказавшись от карьеры медика, он покинул Массачусетс и занял должность преподавателя в Ричмонде (штат Вирджиния), а в 1849 году переехал в штат Миссисипи.
В 1850 году он вернулся в родной штат и стал редактором республиканской газеты «The Republican», а затем перешел на ту же должность в журнал «Scribner's Monthly». Здесь он впервые опубликовал в нём свои романы «Arthur Bonnicastle», «The Story of Sevenoaks» и «Nicholas Minturn».
Джозайя Гилберт Холланд умер 12 октября 1881 года в городе Нью-Йорке
Одна из самых популярных из написанных им книг — «Plain talks on familiar subjects»; кроме того Холланд, писал книги дидактического характера под псевдонимом «Timothy Titcomb» («T. Titcomb’s letters to young people, married and single etc.»), стихотворения («Garnered Sheaves», 1873) и исторические сочинения («History of Western Massachusetts», «Life of Abraham Lincoln» и другие). В настоящее время его литературные труды читают довольно редко, но в конце девятнадцатого века они были чрезвычайно популярны, было продано более полумиллиона книг Холанда (гигантская цифра для XIX века).